# Р-118

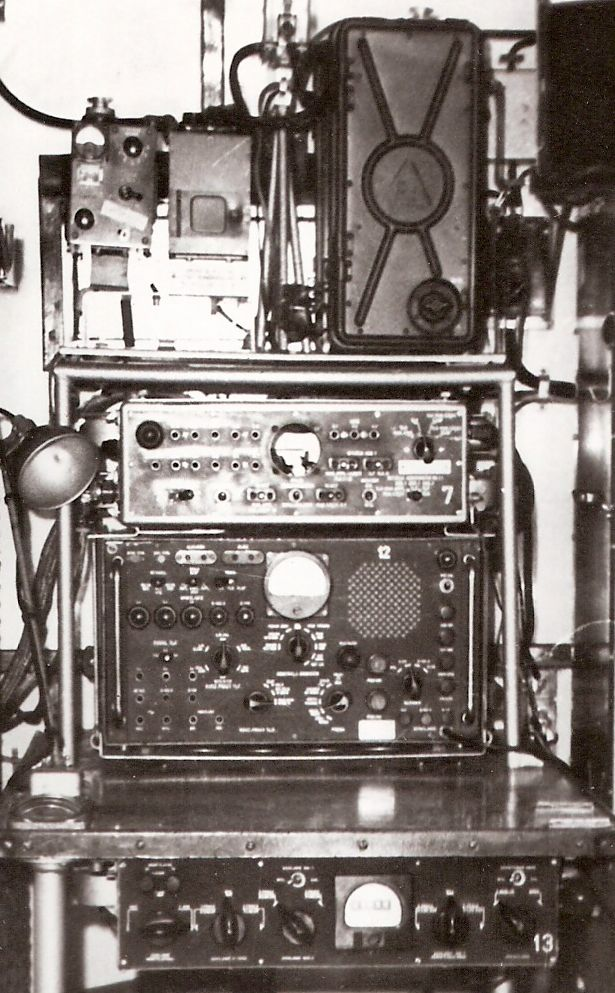
Радиостанция Р-118

Р-118 — семейство советских КВ-радиостанций средней мощности армейских, корпусных и ВВС радиосетей. Наиболее известными в этом ряду выделяется одноимённая радиостанция типа «Стадион».

## Описание
Используется для обеспечения беспоисковой, бесподстроечной телеграфной и телефонной двухсторонней радиосвязи в составе узла связи или автономно. Также предназначена для коротковолновой помехозащищённой буквопечатающей и слуховой телеграфной (в том числе служебной по кабельным линиям с помощью кабеля П-274 или полевого телефонного кабеля), а также телефонной радиосвязи. Имеет возможность дистанционного управления модуляцией передатчика по двухпроводной линии на расстоянии до 10 км.
В состав радиостанции входили в первом варианте радиоприёмники типов «Амур»/«Амур-2» и Р-253 «Альфа» (позже заменены на Р-154М2 и Р-311 «Омега» соответственно), по четыре передающих и приёмных антенн, возбудитель ВД-11 «Вольфрам» (позже заменён на ВТ-44 и ВТ-44М). Радиостанция размещалась в кузове грузовика ЗИС-151: в дальнейшем радиостанции семейства Р-118 размещались на шасси грузовиков типов ЗИС, ЗИЛ или ГАЗ, а также внутри БТР.
Основой элементной базы служат радиолампы. Плавный шаг перестройки. Основные источники электропитания — промышленная сеть однофазного переменного тока (220 В, 50 Гц) или два бензоэлектрических агрегата АБ-2-0/230 (позже заменены на АБ4-0/230) с выпрямителями ВСР-15 или ВСР-15А. Аварийные источники — две аккумуляторные батареи 10НКН22 (для аппаратуры) и две батареи 2НКН24 (для приёмника Р-311).

## Характеристики
- Диапазоны частот:[1]
  - Передатчик — от 1,5 до 12 МГц (три поддиапазона)
  - Приёмник — от 1 до 12 МГц (три поддиапазона)
- Выходная мощность передатчика:[1]
  - В режимах АТ/ЧТ/ДЧТ — 400 Вт
  - В режиме АМ — 100 Вт
- Режимы работ:[1]
  - Только в симплексном режиме — ЧТ и ДЧТ
  - В симплексном и дуплексном режимах — АТ и АМ
  - Одновременная работа — ЧТ+АМ, ДЧТ+АМ
- Передающие антенны:[1]
  - Штыревая (4 м)
  - Полутелескопическая штыревая (10 м)
  - Наклонная Т-образная
  - Симметричный диполь (2 x 15 м)
- Приёмные антенны:[1]
  - Штыревая (4 м)
  - Наклонный лучевой вибратор (15 м)
  - Горизонтальный вибратор (150 м)
  - Симметричный диполь (2 x 15 м)
- Дальность связи:[1]
  - На стоянке земной волной — до 100 км
  - На стоянке пространственной волной — до 1000 км
  - В движении — до 60 км

## Производство и применение
Радиостанция Р-118 разработана СКБ № 616 (завод № 210 имени Козицкого) при активном участии ЦНИИИС СА. В дальнейшем усовершенствованные варианты были разработаны конструкторами иркутского КБ радиосвязи. Производилась тамбовским заводом «Революционный труд», в дальнейшем усовершенствованные варианты выпускались этим же заводом до 1968 года и Иркутским заводом радиоприёмников имени 50-летия СССР до 1974 года.

## Варианты радиостанции

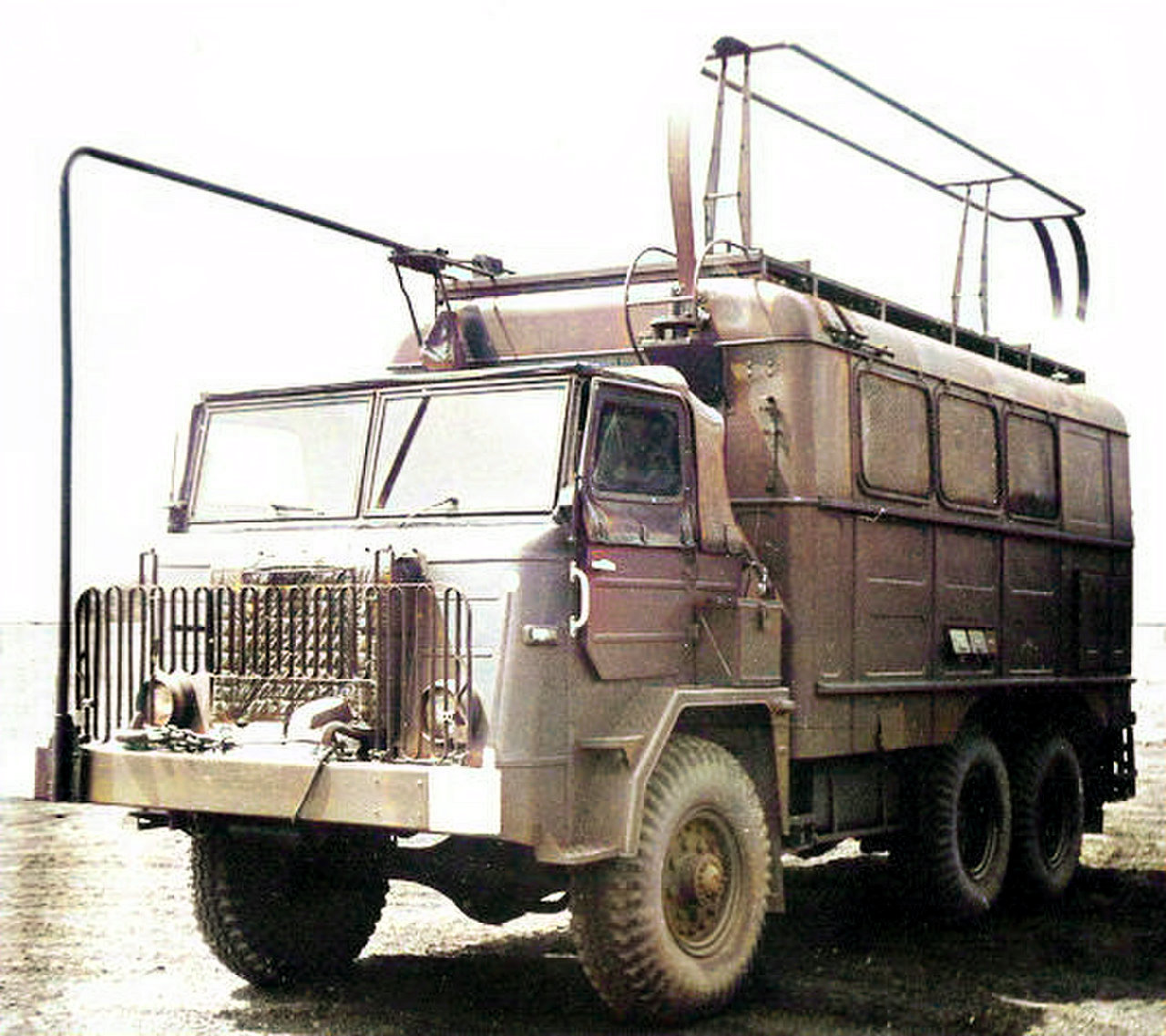
Модификация Р-118К

Производителями выпускались многочисленные модификации: так, модификация Р-118Б использовалась сухопутными войсками, а Р-118А — ВВС. В 1956 году КБ Иркутского радиозавода произошла модернизация радиостанции Р-118 и её вариантов для Советской армии и ВВС, после чего им всем присвоили индекс М, установив радиоприёмник Р-311 и установив радиостанцию на шасси БТР-152 (Р-118АМ) и ЗИЛ-157 (Р-118БМ).
С 1959 года началось производство базовой Р-118М3 типа «Соболь» (на вооружении состояла уже в 1962 году) с новым возбудителем ВТ-44 с более широким диапазоном частот, новым радиоприёмником Р-154-2 и новым агрегатом для питания АБ4-0/230. В дальнейшем производились варианты на шасси грузовиков ГАЗ разных габаритов, различные стационарные варианты, варианты для СВ, подвижные радиостанции средней мощности и разрезные радиостанции.
В ПНР радиостанция Р-118 устанавливалась на базу польских грузовиков типа Star 66 (в т.ч. Star-660), состояла на вооружении Народного Войска Польского до 1990 года.